# Вселенная (телесериал, 2007)
«Вселенная» (англ.  The Universe) — американский научно-популярный документальный телесериал, в основе которого лежат сюжеты, созданные с помощью компьютерной графики, для демонстрации моделей астрономических объектов Вселенной, а также интервью с экспертами в области космологии, астрономии и астрофизики. Программа создана компаниями Flight 33 Productions и Workaholic Productions.
Премьера сериала состоялась 29 мая 2007 года на канале History Channel, где до 2010 года вышли в эфир последующие 4 сезона. Начиная с 25 октября 2011 года, сериал транслировался исключительно на H2.
В России сериал транслируется телеканалами «History 2» и «Тайны галактики».

## Сюжет
Телесериал охватывает темы, касающиеся освоения космоса, Солнечной системы и астрономических объектов во Вселенной. Их многочисленные фотографии и видеозаписи, созданные с помощью компьютерной графики, визуализированы со слов учёных, инженеров, писателей и других экспертов. Эпизод «7 чудес Солнечной системы» и 6 сезон созданы в 3D.

## Эпизоды

### Сезон 1 (2007), 14 эпизодов
| Эпизод 1 Секреты Солнца Secrets of the Sun                                        | 29 мая 2007     |
| Эпизод 2 Марс: Красная планета Mars: The Red Planet                               | 5 июня 2007     |
| Эпизод 3 Конец Земли. Угрозы из космоса The End of the Earth                      | 12 июня 2007    |
| Эпизод 4 Юпитер: Гигантская планета Jupiter: The Giant Planet                     | 19 июня 2007    |
| Эпизод 5 Луна The Moon                                                            | 26 июня 2007    |
| Эпизод 6 Космический корабль Земля Spaceship Earth                                | 10 июля 2007    |
| Эпизод 7 Внутренние планеты: Меркурий и Венера The Inner Planets: Mercury & Venus | 17 июля 2007    |
| Эпизод 8 Сатурн — властелин колец Saturn: Lord of the Rings                       | 24 июля 2007    |
| Эпизод 9 Чужие галактики Alien Galaxies                                           | 31 июля 2007    |
| Эпизод 10 Жизнь и смерть звезды Life and Death of a Star                          | 7 августа 2007  |
| Эпизод 11 Внешние планеты The Outer Planets                                       | 14 августа 2007 |
| Эпизод 12 Самые опасные места во Вселенной Most Dangerous Places                  | 21 августа 2007 |
| Эпизод 13 В поисках внеземного разума Search for E.T.                             | 28 августа 2007 |
| Эпизод 14 По ту сторону Большого взрыва Beyond the Big Bang                       | 4 сентября      |

### Сезон 2 (2007), 19 эпизодов
| Эпизод 1 Чужие планеты Alien Planets                                     | 27 ноября 2007  |
| Эпизод 2 Космические дыры Cosmic Holes                                   | 4 декабря 2007  |
| Эпизод 3 Загадки Луны Mysteries of the Moon                              | 11 декабря 2007 |
| Эпизод 4 Млечный Путь The Milky Way                                      | 18 декабря 2007 |
| Эпизод 5 Чужие Луны Alien Moons                                          | 8 января 2008   |
| Эпизод 6 Темная материя Dark Matter                                      | 15 января 2008  |
| Эпизод 7 Космическая биология Astrobiology                               | 29 января 2008  |
| Эпизод 8 Космические путешествия Space Travel                            | 5 февраля 2008  |
| Эпизод 9 Сверхновые Supernovas                                           | 12 февраля 2008 |
| Эпизод 10 Созвездия Constellations                                       | 19 февраля 2008 |
| Эпизод 11 Неразгаданные тайны Unexplained Mysteries                      | 26 февраля 2008 |
| Эпизод 12 Космические столкновения Cosmic Collisions                     | 4 марта 2008    |
| Эпизод 13 Колонизация космоса Colonizing Space                           | 11 марта 2008   |
| Эпизод 14 Туманности Nebulas                                             | 1 апреля 2008   |
| Эпизод 15 Самая неистовая погода в космосе Wildest Weather in the Cosmos | 8 апреля 2008   |
| Эпизод 16 Крупнейшие объекты в космосе Biggest Things in the Universe    | 15 апреля 2008  |
| Эпизод 17 Гравитация Gravity                                             | 22 апреля 2008  |
| Эпизод 18 Космический апокалипсис Cosmic Apocalypse                      | 29 апреля 2008  |
| Эпизод 19 Backyard Astonomers                                            |                 |

### Сезон 3 (2008), 12 эпизодов
| Эпизод 1 Катастрофы в космосе Deep Space Disasters                 | 11 ноября 2008  |
| Эпизод 2 Параллельные Вселенные Parallel Universes                 | 18 ноября 2008  |
| Эпизод 3 Скорость света Light Speed                                | 25 ноября 2008  |
| Эпизод 4 Секс в космосе Sex in Space                               | 2 декабря 2008  |
| Эпизод 5 Облики чужих Alien Faces                                  | 9 декабря 2008  |
| Эпизод 6 Смертоносные кометы и астероиды Deadly Comets and Meteors | 16 декабря 2008 |
| Эпизод 7 Проживание в космосе Living in Space                      | 23 декабря 2008 |
| Эпизод 8 Останавливая Армагеддон Stopping Armageddon               | 6 января 2009   |
| Эпизод 9 Другая Земля Another Earth                                | 13 января 2009  |
| Эпизод 10 Странные вещи Strangest Things                           | 27 января 2009  |
| Эпизод 11 На краю космоса Edge of Space                            | 3 февраля 2009  |
| Эпизод 12 Космические явления Cosmic Phenomena                     | 17 февраля 20   |

### Сезон 4 (2009), 12 эпизодов
| Эпизод 1 Смертоносные звёзды Death Stars                                 | 18 августа 2009  |
| Эпизод 2 День, когда исчезнет Луна The Day the Moon Was Gone             | 25 августа 2009  |
| Эпизод 3 Это упало из космоса It Fell from Space                         | 1 сентября 2009  |
| Эпизод 4 Крупнейшие взрывы Biggest Blasts                                | 8 сентября 2009  |
| Эпизод 5 Охота на планеты с кольцами The Hunt for Ringed Planets         | 15 сентября 2009 |
| Эпизод 6 10 способов уничтожить Землю 10 Ways to Destroy the Earth       | 22 сентября 2009 |
| Эпизод 7 В поисках космических скоплений The Search for Cosmic Clusters  | 29 сентября 2009 |
| Эпизод 8 Космические войны Space Wars                                    | 6 октября 2009   |
| Эпизод 9 Жидкости во Вселенной Liquid Universe                           | 20 октября 2009  |
| Эпизод 10 Пульсары и квазары Pulsars & Quasars                           | 27 октября 2009  |
| Эпизод 11 Научная фантастика, научный факт Science Fiction, Science Fact | 3 ноября 2009    |
| Эпизод 12 Экстремальная энергия Extreme Energy                           | 10 ноября 2009   |

### Сезон 5 (2010), 8 эпизодов
| Эпизод 1 Семь чудес Солнечной системы 7 Wonders of the Solar System | 29 июля 2010     |
| Эпизод 2 Марс: Новые факты Mars: The New Evidence                   | 5 августа 2010   |
| Эпизод 3 Магнитная буря Magnetic Storm                              | 12 августа 2010  |
| Эпизод 4 Путешествия во времени Time Travel                         | 19 августа 2010  |
| Эпизод 5 Тайны космических исследований Secrets of the Space Probes | 26 августа 2010  |
| Эпизод 6 Астероидная атака Asteroid Attack                          | 2 сентября 2010  |
| Эпизод 7 Полное затмение Total Eclipse                              | 16 сентября 2010 |
| Эпизод 8 Мрачное будущее Солнца Dark Future of the Sun              | 23 сентября 2010 |

### Сезон 6 (2011), 7 эпизодов
| Эпизод 1 Катастрофы, которые изменили планеты Catastrophes that Changed the Planets | 25 октября 2011 |
| Эпизод 2 Немезида: Злой близнец Солнца Nemesis: The Sun’s Evil Twin                 | 1 ноября 2011   |
| Эпизод 3 Как создалась Солнечная система How the Solar System was Made              | 8 ноября 2011   |
| Эпизод 4 Аварийная посадка на Марс Crash Landing on Mars                            | 22 ноября 2011  |
| Эпизод 5 Худшие дни на планете Земля Worst Days on Planet Earth                     | 29 ноября 2011  |
| Эпизод 6 НЛО: Подлинная история UFO: The Real Deal                                  | 13 декабря 2011 |
| Эпизод 7 Бог и Вселенная God and the Universe                                       | 20 декабря 2011 |

### Сезон 7 (2012), 7 эпизодов
| Эпизод 1 Огромное, далекое, быстрое How Big, How Far, How Fast | 29 апреля 2012 |
| Эпизод 2 Звуки космоса Alien Sounds                            | 6 мая 2012     |
| Эпизод 3 Наше место в Млечном пути Our Place in the Milky Way  | 13 мая 2012    |
| Эпизод 4 Глубокая заморозка Deep Freeze                        | 20 мая 2012    |
| Эпизод 5 Микро-Вселенная Microscopic Universe                  | 3 июня 2012    |
| Эпизод 6 Верхом на комете Ride the Comet                       | 10 июня 2012   |
| Эпизод 7 Как космос изменял историю When Space Changed History | 17 июня 2012   |

### Сезон 8 (2014), 4 эпизодов
| Эпизод 1 Стоунхендж Stonehenge                        | 1 марта 2014  |
| Эпизод 2 Пирамиды Pyramids                            | 8 марта 2014  |
| Эпизод 3 Божественное разрушение Heavenly Destruction | 15 марта 2014 |
| Эпизод 4 Вифлеемская звезда Star of Bethlehem         | 24 марта 2014 |

### Сезон 9 (2015), 6 эпизодов
| Эпизод 1 Omens of Doom         | 18 апреля 2015 |
| Эпизод 2 The Eye of God        | 25 апреля 2015 |
| Эпизод 3 Apocalyptic Visions   | 2 мая 2015     |
| Эпизод 4 Alien Worlds          | 9 мая 2015     |
| Эпизод 5 Predicting the Future | 16 мая 2015    |
| Эпизод 6 Roman Engineering     | 23 мая 2015    |